# Miri (Star Trek: Seria originală)
„Miri” este un episod din Star Trek: Seria originală care a avut premiera la 27 octombrie 1966 și a fost reluat la 29 iunie 1967.

## Prezentare
După ce descoperă ceea ce pare a fi o copie fidelă a planetei Pământ, căpitanul Kirk și echipa sa teleportată la sol  găsesc o populație răvășită de o boală ciudată, căreia par să-i fi supraviețuit doar copiii.